# Millions Now Living Will Never Die
Millions Now Living Will Never Die è il secondo album dei Tortoise, gruppo di Chicago. Pubblicato nel 1996 dalla Thrill Jockey, viene considerato uno degli album fondamentali del movimento musicale denominato post-rock.
L'album registra l'ingresso nel gruppo di David Pajo, membro fondatore degli Slint.

## Tracce
1. Djed – 20:57
2. Glass Museum – 5:27
3. A Survey – 2:52
4. The Taunt And Tame – 5:01
5. Dear Grandma And Grandpa – 2:49
6. Along The Banks Of Rivers – 5:50
7. Gamera – 11:55 – solo nella versione giapponese dell'album
8. Goriri – 6:39 – solo nella versione giapponese dell'album
9. Restless Waters – 3:41 – solo nella versione giapponese dell'album
10. A Grape Dope – 4:12 – solo nella riedizione giapponese del 2001 dell'album